# Aquacentrum Bohumín
Aquacentrum Bohumín, nazývané také Aquacentrum Bospor Bohumín, je malý akvapark nacházející se v městské části Nový Bohumín města Bohumína v okrese Karviná v Moravskoslezském kraji.

## Další informace
Aquacentrum Bohumín je částí většího komplexu městského sportovního centra Bospor v Bohumíně. Nabízí služby programy výuky plavání či běžné plavání pro veřejnost ve vnějších i vnitřních bezénech. V akvacentru jsou 25 metrový plavecký bazén s pěti plaveckými drahami, relaxační bazény, brouzdaliště, vířivky a masážní trysky, chrliče, vodopád, tobogán a délkou 48 metrů. Návštěvu bazénu lze spojit také se saunováním v několika typech saun, posilovnou, solárním studiem, Kneippovým chodníkem, masážemi aj. Aquacentrum bylo postaveno v roce 2005. Provoz je celoroční a vstup je zpoplatněn.

## Galerie

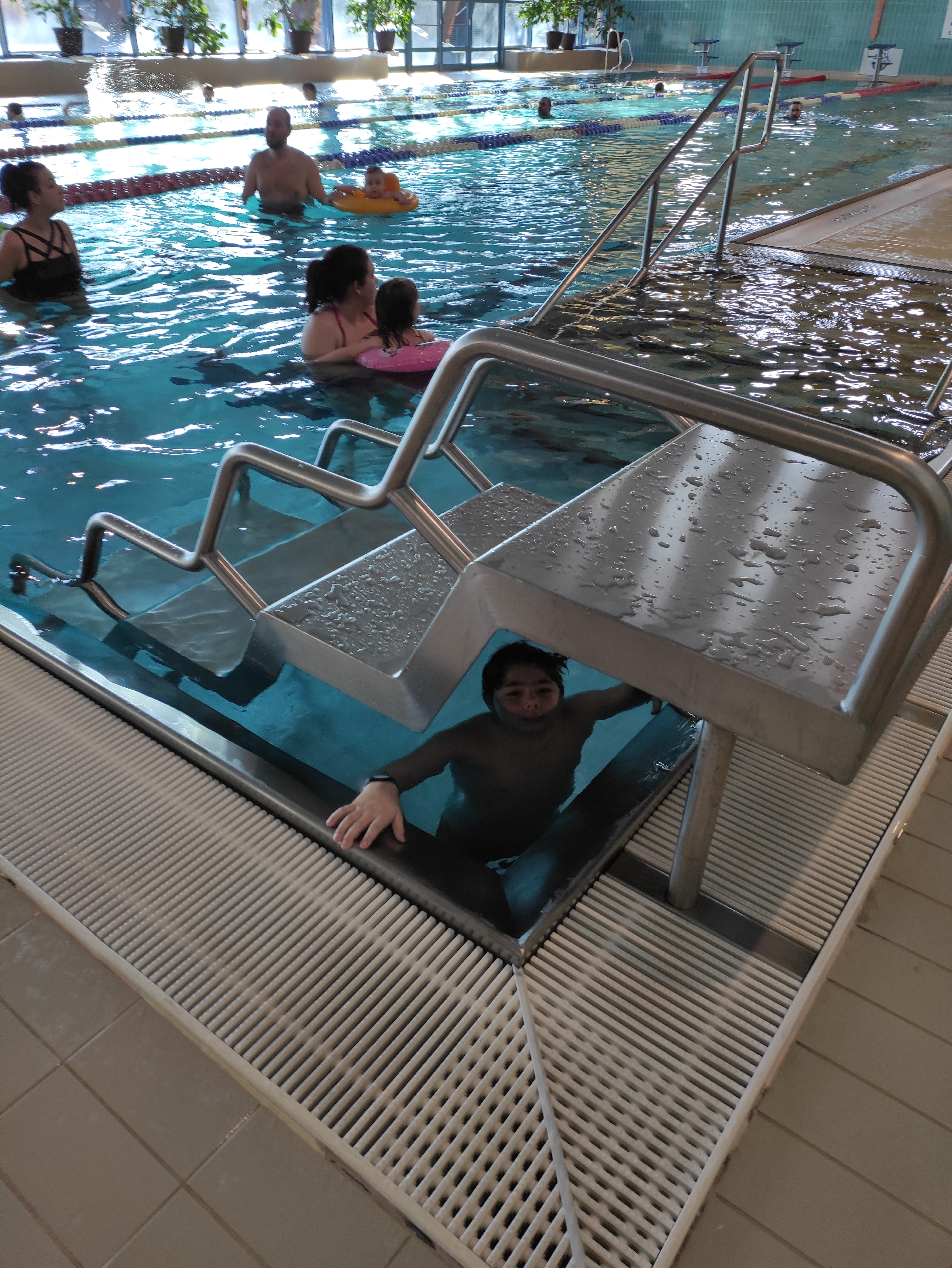
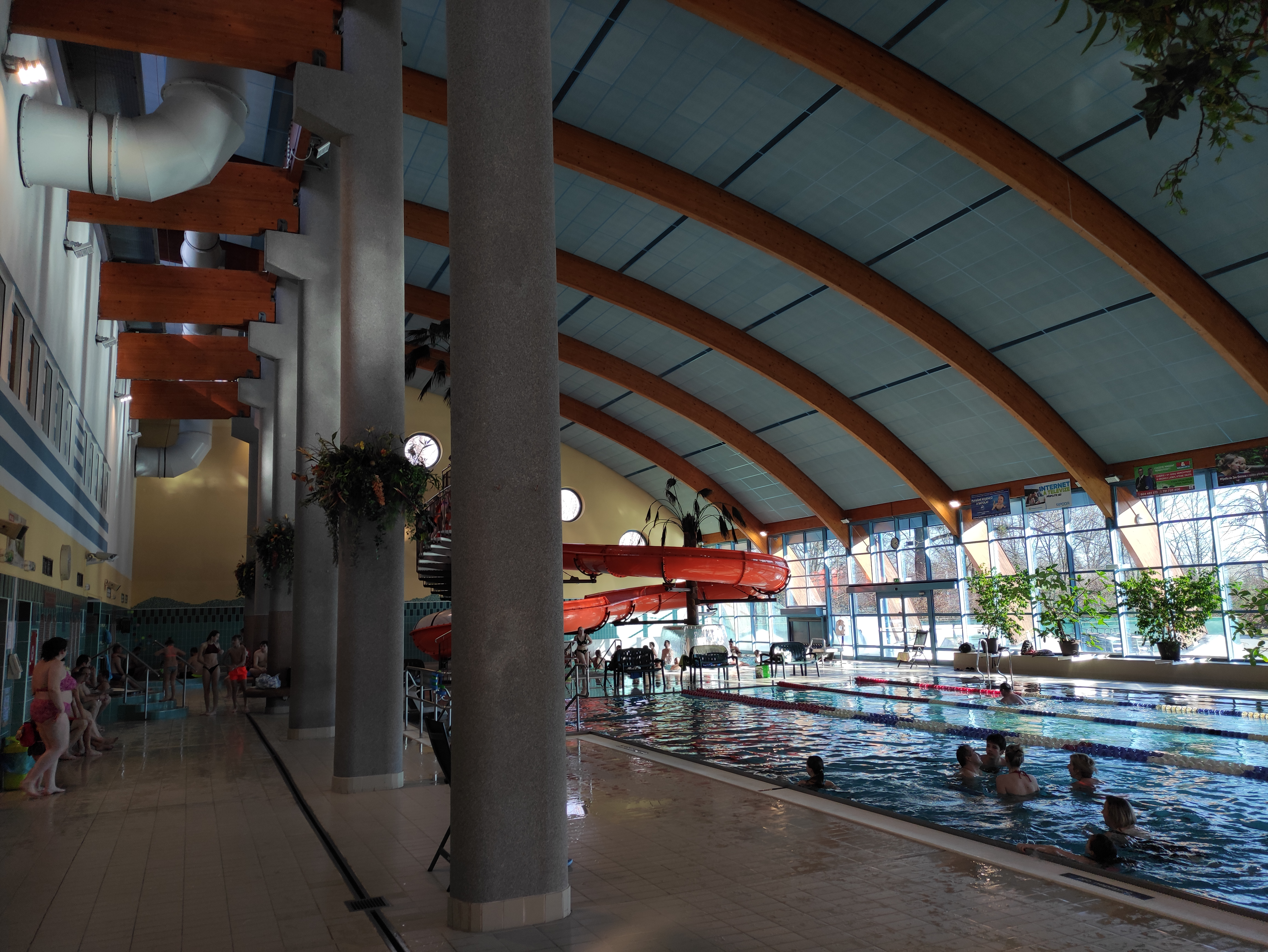
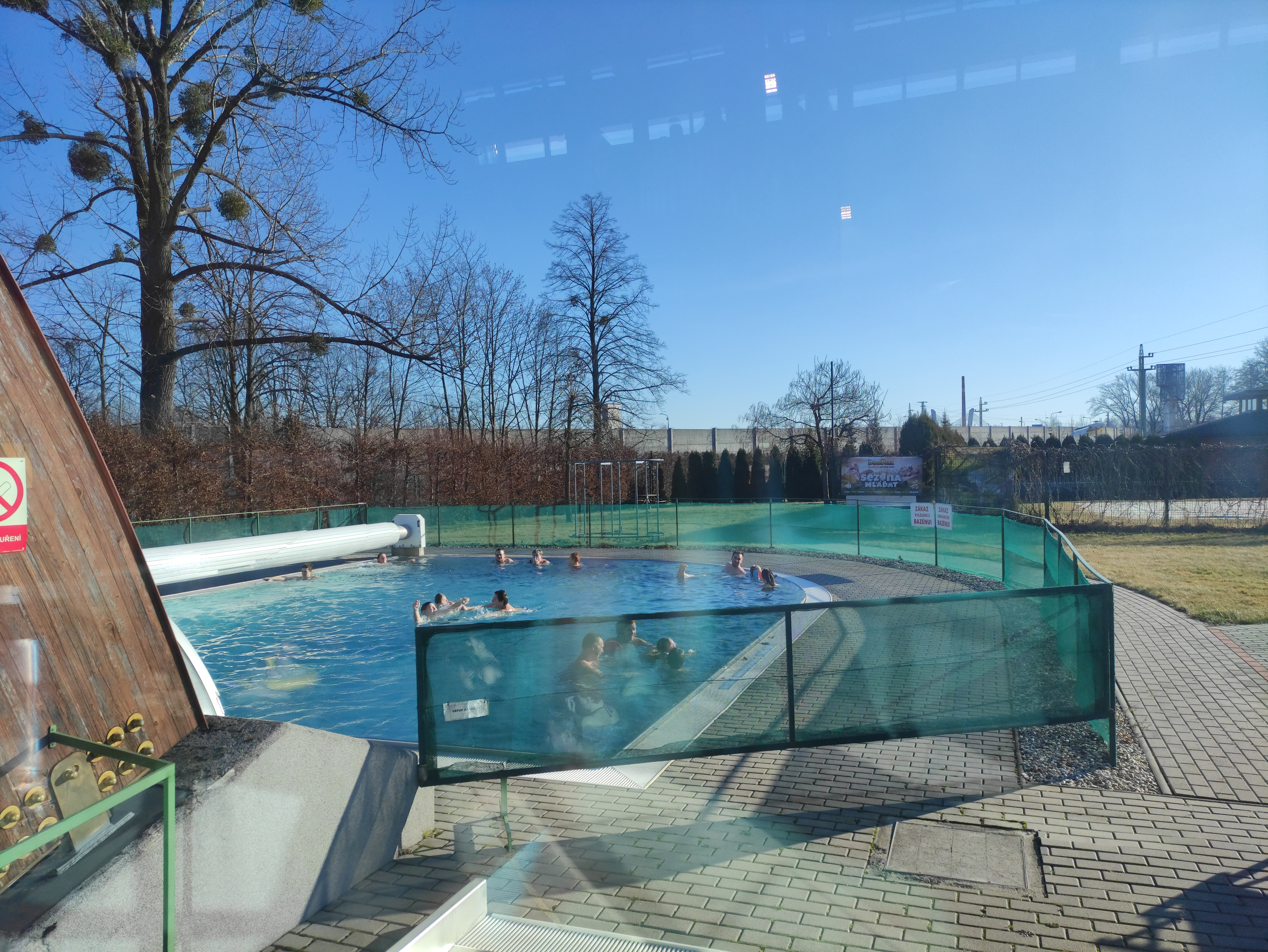
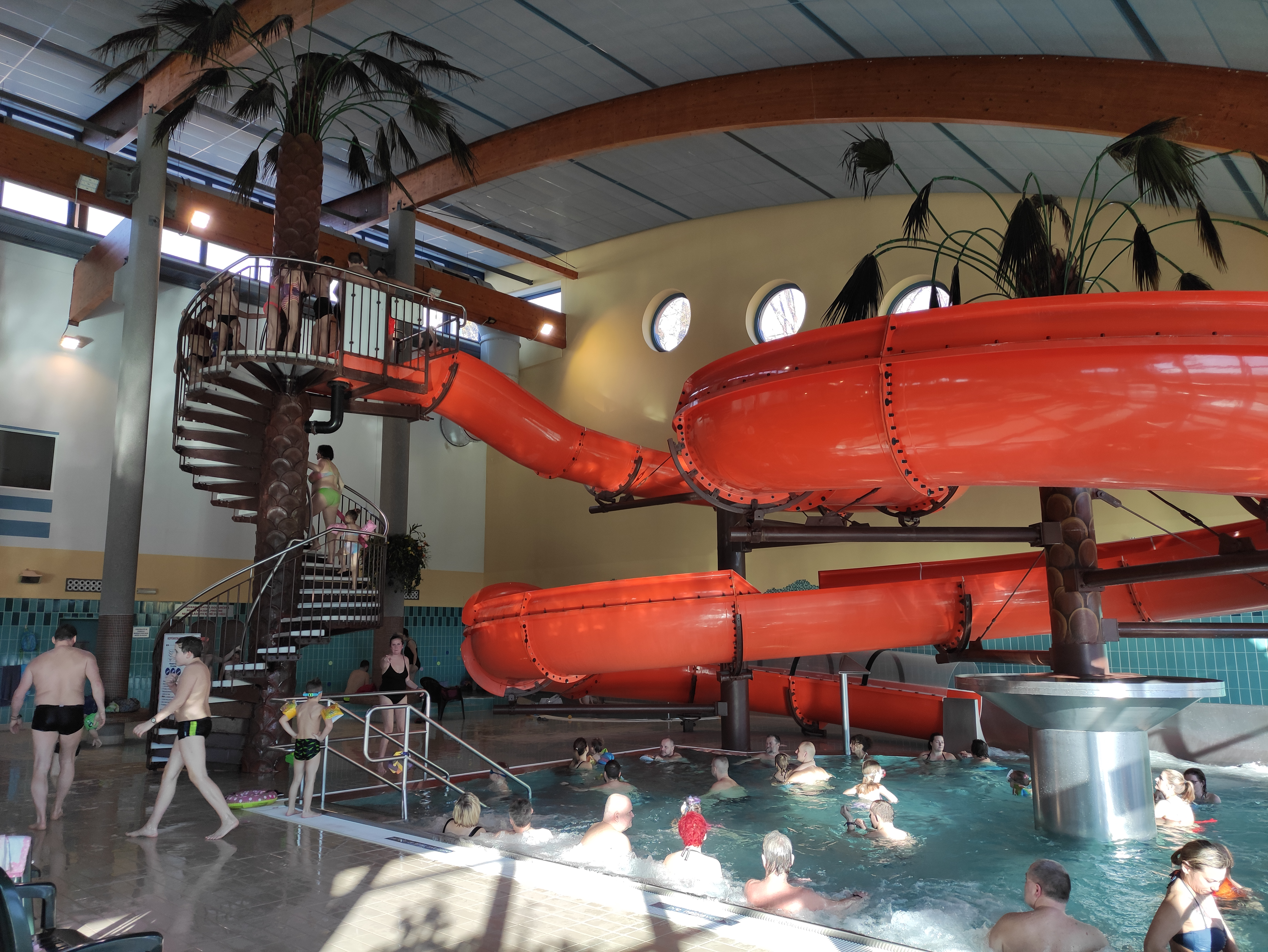

## Informace o obvyklých teplotách vody

### Teplota vody
| plavecký bazén:     | 28 °C |
| relaxační bazén:    | 30 °C |
| vnitřní whirlpool:  | 33 °C |
| venkovní whirlpool: | 35 °C |